# Paradromulia lacteata
Paradromulia lacteata är en fjärilsart som beskrevs av W. Warren 1903. Paradromulia lacteata ingår i släktet Paradromulia och familjen mätare. Inga underarter finns listade i Catalogue of Life.